# Jakob Poulsen
Jakob Poulsen, född 7 juli 1983, är en dansk fotbollsspelare som spelar som mittfältare för Melbourne Victory. 

## Klubbkarriär
Poulsen började sin karriär i Næsbjerg, efter det flyttade han till Esbjerg fB. Han hann med att spela 138 matcher och göra 21 mål för klubben, innan han såldes till SC Heerenveen i januari 2006. Mellan 2012 och 2014 spelade han i AS Monaco.
Den 2 september 2019 värvades Poulsen av australiska Melbourne Victory.

## Landslagskarriär
Poulsen debuterade i det danska landslaget 2009.